# 確認・糾弾に対する法務省の通知
確認・糾弾に対する法務省の通知（かくにん・きゅうだんにたいするほうむしょうのつうち）とは、1989年8月4日に法務省人権擁護局総務課長名で法務局人権擁護部長、地方法務局長あてに通知された文書で、部落解放同盟が主張する「糾弾権」を否定し「個人・団体は同和団体の「確認・糾弾」会に出席する必要は無い」と断言している。部落解放同盟は、近年、人権擁護法案成立を求めるとともに、この文書の破棄をするよう法務省に要求している。なお、この文書については、他にも「確認・糾弾についての法務省見解」「確認・糾弾に対する法務省見解」「法務省人権擁護局確認・糾弾について」「確認・糾弾否定文書」など様々な呼称がある。

## 通知の概要
この通知は、確認・糾弾の問題点として次の点を挙げている。
- 確認・糾弾はいわゆる被害者集団が大人数で差別行為を行ったとする者に対して抗議を行うものであるため、被糾弾者がこれに異議を述べたり、事実の是非を争うこともできない。
- 確認・糾弾会においては、被糾弾者の人権擁護に対する保障がない。
- 何が差別かということを、同和団体が主観的な立場から、恣意的に判断して、確認・糾弾会の開催を決定している。
- 被糾弾者が確認・糾弾会に出席する法的義務が無いのにもかかわらず、部落解放同盟は、被糾弾者に対し、直接、間接の圧力をかけ、出席せざるをえない状況に追い込んでいる。
- 確認・糾弾会は、「同和問題は怖い」という意識を一般に植え付け、人々が日常生活において同和問題に関して自由な意見交換をすることを差し控えさせてしまっている。

以上の理由から、法務省人権擁護局は被糾弾者から相談を受けた場合はもちろん、相談を受けない場合も「確認・糾弾会には出席すべきでない」「出席する必要はない」と指導を行っている。